# Steginocellaria mirabilis
Steginocellaria mirabilis är en mossdjursart som beskrevs av David och Pouyet 1986. Steginocellaria mirabilis ingår i släktet Steginocellaria och familjen Cellariidae. Inga underarter finns listade i Catalogue of Life.